# إعجاب

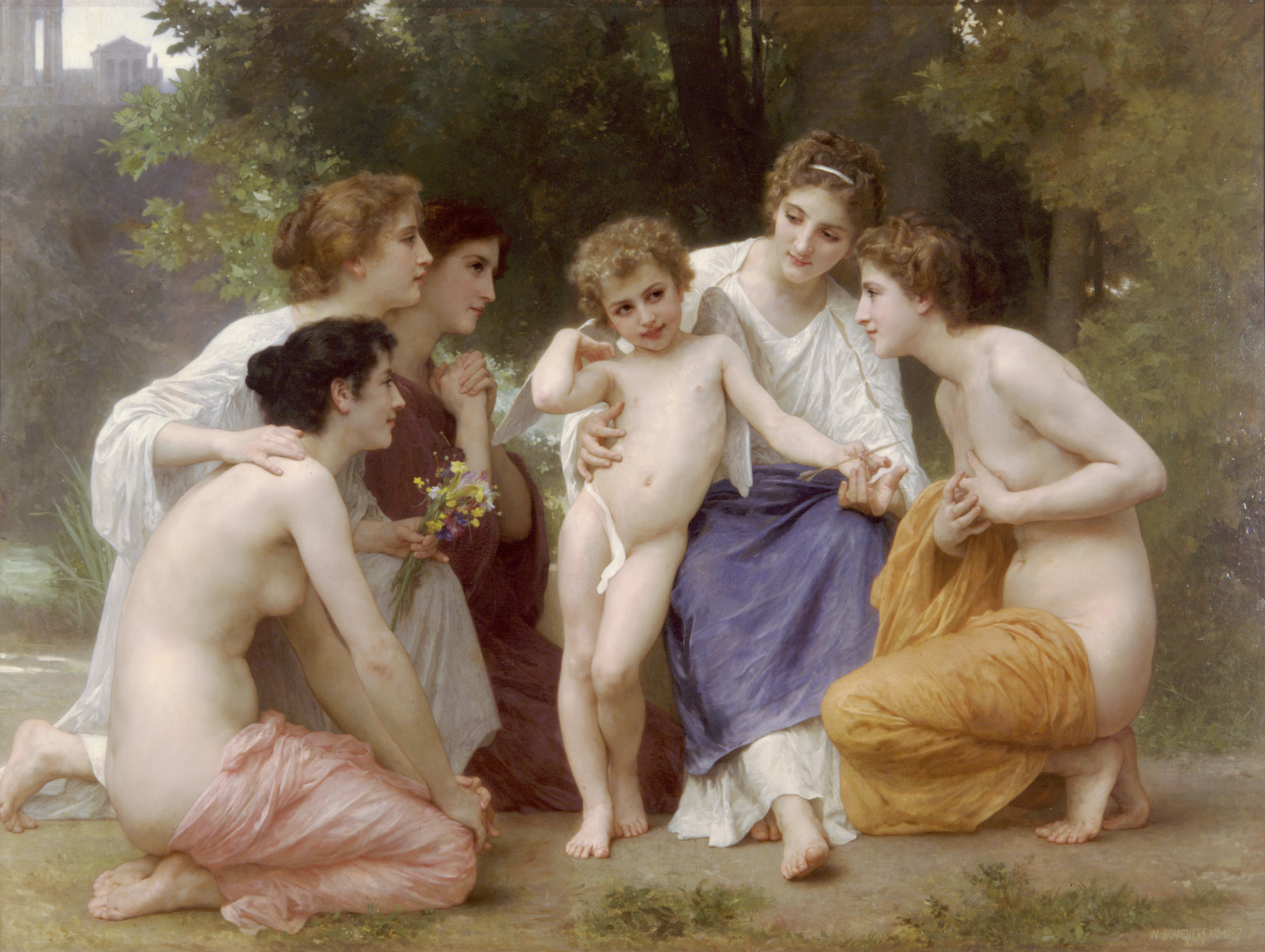

الإعجاب هو عاطفة اجتماعيَّة يُثيرها أشخاص من ذوي الكفاءة أو الموهبة أو المهارات التي تتجاوز المعايير العادية، يساهم الإعجاب في تسهيل عمليَّة التعلُّم الاجتماعي ضمن الفريق ، ويُحفِّز على تحسين الذات من خلال التعلُّم من النماذج العليا للفرد.

## التعريف
بحسب التعريف الذي اقترحه كلٌّ من جوناثان هايدت وسارة ألجاي فإنَّ الإعجاب هو واحدٌ من بين مشاعر عديدة ذات امتداد وتأثير واسع في البشر ، ويصفانها بأنَّها العاطفة التي نشعر بها تجاه التفوُّق الناتج عن مهارات أو تصرُّفات ممتازة «إعجاب تجاه تفوُّق غير أخلاقي»، أو تجاه أعمال الفضيلة «إعجاب تجاه تفوُّق أخلاقي»، في حين أنَّ كُتَّاباً آخرين لا يمُيِّزون بين أنواع الإعجاب المختلفة، من جهته يصفُ ريتشارد سميث الإعجاب بأنَّه عاطفة استيعابيَّة مُركَّزة على الآخرين، ممَّا يدفع الناس إلى التطلُّع لأن يكونوا مثل أولئك الذين يُعجبون بهم، ويقارن بين عاطفتين متناقضتين هما الإعجاب والحسد، فالحسد يقودنا إلى الشعور بالإحباط بسبب كفاءة الآخرين، أمَّا الإعجاب فيُحفِّزنا لأن نكون مثلهم.

## الوظيفة
إنَّ تعلُّم المهارات مهمٌّ جداً للتطور البشري، حيث أصبحنا نشعر بإيجابيَّة تجاه الأشخاص الموهوبين أو الماهرين، وهذا الشعور الإيجابي الذي «هو الإعجاب» يجعلنا نسعى للاقتراب منهم وتقليد تصرُّفاتهم، كذلك فإنَّ الإعجاب هو العاطفة التي تسهِّل التعلُّم ضمن الفرق أو المجموعات.

## العلاقات
بما أنَّ وظيفة الإعجاب وغايته هي التعلُّم والتطوير الذاتي، فقد اقترح العديد من المؤلِّفين أنَّ الفائدة المرجوَّة من التحفيز المُتعلِّق به سوف يحدث فقط عندما يعتقد الشخص أنَّ هذا التحفيز ممكن بالنسبة لنا، مع ذلك فقد اقترحت إحدى الدراسات التجريبيَّة اقترحت عكس ذلك تماماً، ووصفت الإعجاب بأنَّه شبيهٌ بالتأمل السلبي لتفوُّق الآخر، في حين أنَّ الحسد هو العاطفة المُحفزة التي تنشط عندما يكون الأداء أفضل بالنسبة لنا.

## السلوكيات المرتبطة بالإعجاب

### السلوكيات المُتعلِّقة بالذات
ثبت بما لا يدع مجالاً للشك أنَّ الأعمال المُثيرة للإعجاب تزيد من التحفيز نحو التحسين الذاتي مثل التفوُّق في الأداء الرياضي، وهي أيضاً دافع نحو تحقيق أهداف الحياة الخاصَّة، في بحثٍ استخدم الرنين المغناطيسي لدراسة تأثير الإعجاب والتحفيز المرتبط به، وُجِد أنَّه يرتبط بعمليات معرفيَّة عالية المستوى تشارك في التحفيز «مثل التخطيط والسعي لتحقيق الأهداف»، كذلك فهو يرتبط أيضاً بآليات التنشيط والتحفيز ذات المستوى الأدنى ممَّا يدلُّ على أنَّ الإعجاب هو عاطفة تنشيطيَّة جسديَّاً.

### السلوكيَّات المرتبطة بالعلاقات
يرتبط الإعجاب أيضاً بالميل إلى مدح الأفعال المثيرة لإعجاب الآخرين، والرغبة في الاقتراب والاتصال مع هذه الأفعال.

## السلوكيَّات المرتبطة بالمجموعة
تمَّت دراسة الإعجاب أيضاً في سياق المجموعات من قبل سوزان فيسك وزميلاتها على مجموعات الطلاب في الولايات المتحدة الأمريكيَّة، فقد اقترحت هذه الدراسة أنَّ الإعجاب هو الشعور الذي يتملَّكنا تجاه الجماعات البشريَّة التي نعتبرها ذات كفاءة عالية أو على مستوى عالٍ من التعاون والانسجام ، ويرتبط الإعجاب أيضاً بالنوايا في التعاون مع أعضاء المجموعات التي تحظى بالإعجاب.